# Alessandro Vogliacco
Alessandro Vogliacco, född 14 september 1998, är en italiensk fotbollsspelare (mittback) som spelar för Genoa i Serie B.

## Privatliv
Vogliacco har en dotter vid namn Violante, född 2021, tillsammans med partnern Virginia Mihajlović, som är dotter till Siniša Mihajlović.